# Enterobakterijski fag T4
Enterobakterijski fag T4 je bakteriofag koji može da inficira bakteriju E. coli. Njegov dvolančani DNK genom je oko 169 kbp dugačak i sadržan je u ikosaedarskoj glavi, poznatoj kao kapsid. T4 je relativno veliki fag, približno 90 nm u širok i 200 nm dugačak (većina fagova ima dužinu u opsegu od 25 do 200 nm). Vlakna njegovog repa omogućavaju vezivanje za ćeliju domaćina. Rep T4 faga je šupalj, tako da nukleinska kiselina prolazi kroz njega pri ulasku u ćeliju. T4 ima jedino sposobnost sprovođenja litičkog, a ne i lizogenog životnog ciklusa.

## Literatura
- T4 Bacteriophage Infection Process Animations - Copyright © 2004-2009 by
- Karam, J., Petrov, V., Nolan, J., Chin, D., Shatley, C., Krisch, H., and Letarov, A. The T4-like phages genome project. https://web.archive.org/web/20070523215704/http://phage.bioc.tulane.edu/.  (The T4-like phage full genomic sequence depository)
- Mosig, G., and F. Eiserling. 2006. T4 and related phages: structure and development, R. Calendar and S. T. Abedon (eds.), The Bacteriophages. Oxford University Press. Oxford. (Review of phage T4 biology).  978-0-19-514850-3.
- Tetart, Filee J. F.,  Suttle C.A., Krisch H.M. (2005). „Marine T4-type bacteriophages, a ubiquitous component of the dark matter of the biosphere”. Proc. Natl. Acad. Sci. USA. 102 (35): 12471—6. PMC 1194919 . PMID 16116082. doi:10.1073/pnas.0503404102. Архивирано из оригинала 20. 06. 2008. г. Приступљено 23. 05. 2012. (Indication of prevalence and T4-like phages in the wild)
- Chibani-Chennoufi S.; Canchaya C.; Bruttin A.; Brussow H. (2004). „Comparative genomics of the T4-Like Escherichia coli phage JS98: implications for the evolution of T4 phages”. J. Bacteriol. 186 (24): 8276—86. PMC 532421 . PMID 15576776. doi:10.1128/JB.186.24.8276-8286.2004. Архивирано из оригинала 11. 05. 2011. г. Приступљено 23. 05. 2012. (Characterization of a T4-like phage)
- Desplats C, Krisch HM (2003). „The diversity and evolution of the T4-type bacteriophages”. Res. Microbiol. 154 (4): 259—67. PMID 12798230. doi:10.1016/S0923-2508(03)00069-X.
- Miller, E.S. (2003). „Bacteriophage T4 genome”. Microbiol. Mol. Biol. Rev. 67 (1): 86—156. PMC 150520 . PMID 12626685. doi:10.1128/MMBR.67.1.86-156.2003. (Review of phage T4, from the perspective of its genome)
- Desplats C.; Dez C.; Tetart F.; Eleaume H.; Krisch H.M. (2002). „Snapshot of the genome of the pseudo-T-even bacteriophage RB49”. J. Bacteriol. 184 (10): 2789—2804. PMC 135041 . PMID 11976309. doi:10.1128/JB.184.10.2789-2804.2002. Архивирано из оригинала 11. 05. 2011. г. Приступљено 23. 05. 2012. (Overview of the RB49 genome, a T4-like phage)
- Malys N, Chang DY, Baumann RG, Xie D, Black LW (2002). „A bipartite bacteriophage T4 SOC and HOC randomized peptide display library: detection and analysis of phage T4 terminase (gp17) and late sigma factor (gp55) interaction”. J Mol Biol. 319 (2): 289—304. PMID 12051907. doi:10.1016/S0022-2836(02)00298-X. (T4 phage application in biotechnology for studying protein interaction)
- Tétart F.; Desplats C.; Kutateladze M.; Monod C.; Ackermann H.-W.; Krisch H.M. (2001). „Phylogeny of the major head and tail genes of the wide-ranging T4-type bacteriophages”. J. Bacteriol. 183 (1): 358—366. PMC 94885 . PMID 11114936. doi:10.1128/JB.183.1.358-366.2001. Архивирано из оригинала 11. 05. 2011. г. Приступљено 23. 05. 2012. (Indication of the prevalence of T4-type sequences in the wild)
- Abedon S.T. (2000). „The murky origin of Snow White and her T-even dwarfs”. Genetics. 155 (2): 481—6. PMC 1461100 . PMID 10835374. (Historical description of the isolation of the T4-like phages T2, T4, and T6)
- Ackermann HW, Krisch HM (1997). „A catalogue of T4-type bacteriophages”. Arch. Virol. 142 (12): 2329—45. PMID 9672598. doi:10.1007/s007050050246. Архивирано из оригинала 1. 11. 2001. г. Приступљено 23. 5. 2012. (Nearly complete list of then-known T4-like phages)
- Monod C, Repoila F, Kutateladze M, Tétart F, Krisch HM (1997). „The genome of the pseudo T-even bacteriophages, a diverse group that resembles T4”. J. Mol. Biol. 267 (2): 237—49. PMID 9096222. doi:10.1006/jmbi.1996.0867. (Overview of various T4-like phages from the perspective of their genomes)
- Kutter E.; Gachechiladze K.; Poglazov A.; Marusich E.; Shneider M.; Aronsson P.; Napuli A.; Porter D.; Mesyanzhinov V. (1995). „Evolution of T4-related phages”. Virus Genes. 11 (2-3): 285—297. PMID 8828153. doi:10.1007/BF01728666. (Comparison of the genomes of various T4-like phages)
- Karam, J. D. et al. 1994. Molecular Biology of Bacteriophage T4. ASM Press. Washington, DC. (The second T4 bible, go here, as well as Mosig and Eiserling, 2006, to begin to learn about the biology T4 phage).  978-1-55581-064-1.
- Eddy, S. R. 1992. Introns in the T-Even Bacteriophages. Ph.D. thesis. University of Colorado at Boulder. (Chapter 3 provides overview of various T4-like phages as well as the isolation of then-new T4-like phages)
- Surdis, T.J "et al" Bacteriophage attachment methods specific to T4, analysis, Overview.
- Mathews, C. K., E. M. Kutter, G. Mosig, and P. B. Berget. 1983. Bacteriophage T4. American Society for Microbiology, Washington, DC. (The first T4 bible; not all information here is duplicated in Karam et al., 1994; see especially the introductory chapter by Doermann for a historical overview of the T4-like phages).  978-0-914826-56-9.
- Russell, R. L. 1967. Speciation Among the T-Even Bacteriophages. Ph.D. thesis. California Institute of Technology. (Isolation of the RB series of T4-like phages)
- Malys N, Nivinskas R (2009). „Non-canonical RNA arrangement in T4-even phages: accommodated ribosome binding site at the gene 26-25 intercistronic junction”. Mol Microbiol. 73 (6): 1115—1127. PMID 19708923. doi:10.1111/j.1365-2958.2009.06840.x. (rare type of translational regulation characterized in T4)
- Kay D.; Fildes P. (1962). „Hydroxymethylcytosine-containing and tryptophan-dependent bacteriophages isolated from city effluents”. J. Gen. Microbiol. 27: 143—6. PMID 14454648. (T4-like phage isolation, including that of phage Ox2)

## Spoljašnje veze
- Viralzon: T4-slični viruis Архивирано на веб-сајту  (20. јун 2010)